# 断尾
断尾是用于描述将动物尾巴去除的专业术语。

## 断尾的历史

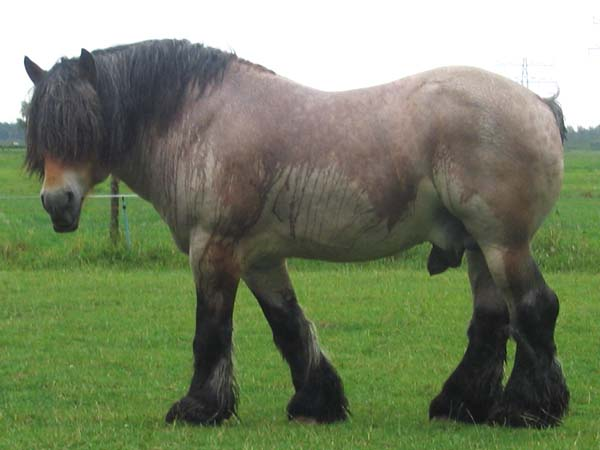
断尾的马

最初，大多数断尾都有特定目的。例如，将用于拉重货的马断尾的原因是为了防止尾巴缠到车绳或缰绳。如果没有断尾，可能会对马造成伤害或者使用者每次使用都要把马尾巴缠起来而造成不便。

## 农业上的应用
家畜往往会由于各种不同的原因进行断尾。根据动物和文化的不同，断尾的方法也会不同，可以用切割（小刀或其它刀具）、灼烧（气体或电烙铁）或束缚的方法（橡皮筋或其它的止血带）。
一些品种的羊要进行断尾以防止蝇蛆病的发生。
虽然断尾可以有效地防止某些情况的发生，但如果执行不当会导致脱肛的现象发生。

## 猪的断尾

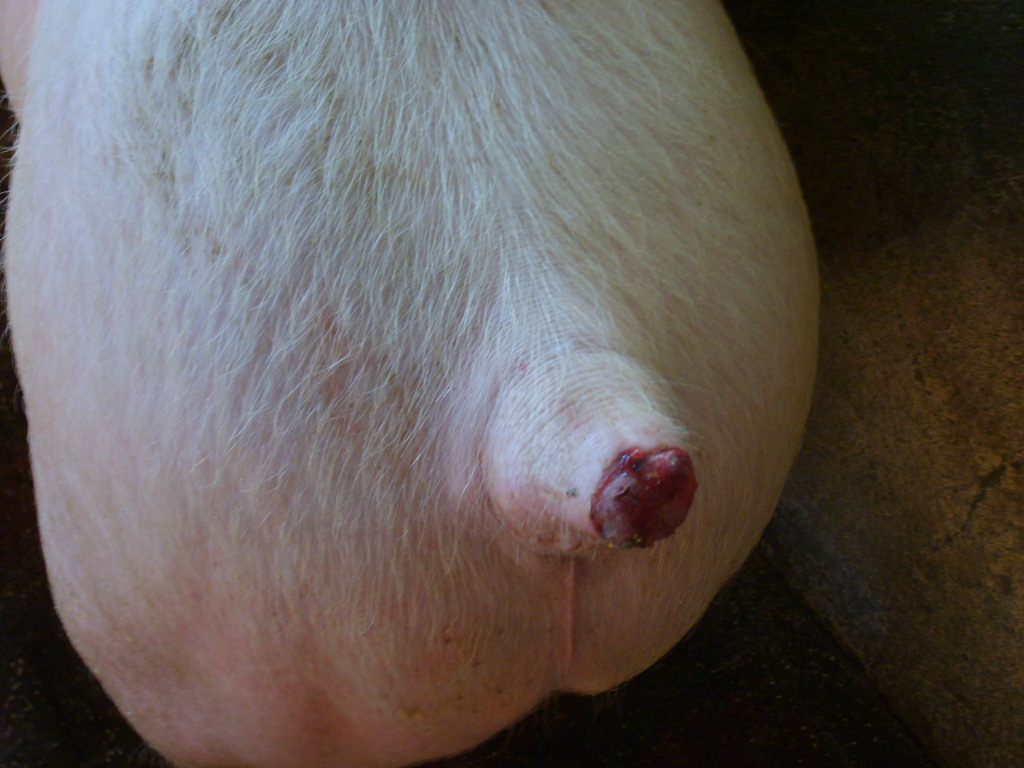
一头尾巴被咬掉的猪。

在集约化猪场中，常对猪进行断尾以防止猪受到伤害或互相之间进行咬尾。常在猪出生后1-3天进行断尾，一般认为此时所造成的应激最小。常把橡皮筋剪成2-3毫米长的橡皮圈，对猪尾巴进行束缚完成断尾，这种方法不出血也不会因此发生炎症。
崔卫国等人通过实验发现，断尾可以有效预防仔猪咬尾。但是，断尾仔猪会出现更多的行为异常且啃栏行为、拱腹行为、咬蹄行为和咬耳行为均明显多于其它各组。同时，他发现断尾仔猪的平均末重和饲料效率要略好一些。

## 狗的断尾
和其它的家养动物相比，狗的断尾有着很长的历史，至少可以追溯到罗马帝国时期。
对于猎狗的断尾，常常是为了防止狗在树丛中摇摆尾巴。
狗的断尾常被认为过于残忍，所以有些国家将非工作犬的断尾视为非法。